# Taxi para 3 – Taxi für 3
Taxi para 3 – Taxi für 3 (spanisch Taxi para tres) auch Ein Taxi für drei ist eine chilenische Kriminalkomödie aus dem Jahr 2001 unter der Regie von Orlando Lübbert. Der Film war Chiles Vorschlag für die 74. Oscarverleihung für den besten fremdsprachigen Film, wurde aber nicht nominiert.

## Handlung
Ulises Morales ist ein überforderter Taxifahrer in Santiago de Chile, der kaum die Raten für seinen alten Lada bezahlen kann. Eines Tages wird er von den Kleinkriminellen Chavelo und Coto überfallen. Mit einem scharfen Messer zwingen sie ihn, sich zu entscheiden: Entweder er fährt das Taxi während ihrer Raubzüge – oder er landet im Kofferraum. Notgedrungen wird Ulises ihr Chauffeur und bald wider Willen Teil ihrer kleinen Verbrecherbande.
Zunächst ist er schockiert über die Gewalt und Skrupellosigkeit seiner neuen „Partner“, doch als sie die Beute durch drei teilen und er in wenigen Stunden mehr verdient als sonst in einem Monat, beginnt sich sein moralischer Kompass zu verschieben. Chavelo und Coto erscheinen fortan besser gekleidet, bewaffnet mit einem Revolver statt Messern, und bestehen darauf, nicht mehr bei den Armen zu stehlen. Die Überfälle werden regelmäßiger, riskanter – mal gelingt es, mal geht es schief.
Mit der Zeit wachsen Ulises die beiden Ganoven seltsam ans Herz. Sie nächtigen sogar bei ihm zu Hause, beschenken seine Familie, und selbst seine verwöhnte Tochter Javiera beginnt, sie zu akzeptieren. Was einst falsch und kriminell schien, wird zur Normalität – und zu einer Einkommensquelle, die Ulises Hoffnung gibt, den Wagen endlich abzubezahlen.
Doch als die beiden Kriminellen sich immer mehr in sein Privatleben drängen und die Kontrolle übernehmen, beginnt Ulises zu zweifeln. Er erkennt, dass der Preis für diese vermeintliche Sicherheit hoch ist. Als er versucht, auszusteigen, stellt er fest, dass es nur einen Ausweg gibt: den Verrat.

## Produktion
Der Film kostete rund 400.000 Dollar und wurde einen Monat lang gedreht, größtenteils vor Ort in verschiedenen Stadtteilen von Santiago de Chile: Las Condes, Vitacura, Peñalolén und Cerro Navia. In Cerro Navia wohnte der Protagonist dieser Geschichte, ein Haus, das zur Zentrale des Teams wurde und in Wirklichkeit das Haus eines echten Taxifahrers war, der die Filmcrew aufnahm.

## Soundtrack
| Nr.          | Titel               | Länge |
| ------------ | ------------------- | ----- |
| 1            | La chantá           | 0:33  |
| 2            | L'acelerá           | 2:38  |
| 3            | Canción del Coto    | 2:32  |
| 4            | Volante o maleta    | 3:19  |
| 5            | Ciudad traicionera  | 4:14  |
| 6            | Canción del Coto II | 1:47  |
| 7            | L'acelerá II        | 0:50  |
| Gesamtlänge: | Gesamtlänge:        | 15:57 |

## Veröffentlichung
Die Weltprimiere fand am 2. August 2001 in Chile statt.

## Auszeichnungen
| Auszeichnung                                                  | Jahr | Kategorie                                     | Empfänger                | Resultat  |
| ------------------------------------------------------------- | ---- | --------------------------------------------- | ------------------------ | --------- |
| Premio Ariel                                                  | 2002 | Best Latin-American Film                      | Orlando Lübbert          | Nominiert |
| Arts and Entertainment Critics Awards                         | 2002 | Best Film                                     | Taxi para 3 – Taxi für 3 | Gewonnen  |
| Arts and Entertainment Critics Awards                         | 2002 | Best Director                                 | Orlando Lübbert          | Gewonnen  |
| Arts and Entertainment Critics Awards                         | 2002 | Best Actor                                    | Daniel Muñoz             | Gewonnen  |
| Cartagena Film Festival                                       | 2002 | Best Supporting Actor                         | Fernando Gómez Rovira    | Gewonnen  |
| Cartagena Film Festival                                       | 2002 | Best Screenplay                               | Orlando Lübbert          | Gewonnen  |
| Cartagena Film Festival                                       | 2002 | Best Film                                     | Orlando Lübbert          | Nominiert |
| Cinemanila Film Festival                                      | 2002 | Best Screenplay                               | Orlando Lübbert          | Gewonnen  |
| Cinemanila Film Festival                                      | 2002 | Best Actor                                    | Alejandro Trejo          | Gewonnen  |
| Goya                                                          | 2002 | Best Spanish Language Foreign Film            | Taxi para 3 – Taxi für 3 | Nominiert |
| Filmfestival von Gramado                                      | 2002 | Latin Film Competiton - Best Actor            | Alejandro Trejo          | Gewonnen  |
| Filmfestival von Gramado                                      | 2002 | Latin Film Competiton - Best Film             | Orlando Lübbert          | Nominiert |
| Internationales Festival des Neuen Lateinamerikanischen Films | 2001 | Grand Coral - Third Prize                     | Orlando Lübbert          | Gewonnen  |
| Internationales Festival des Neuen Lateinamerikanischen Films | 2001 | Best Screenplay                               | Orlando Lübbert          | Gewonnen  |
| Internationales Festival des Neuen Lateinamerikanischen Films | 2001 | Glauber Rocha Award - Special Mention         | Orlando Lübbert          | Gewonnen  |
| Festival Internacional de Cine de Mar del Plata               | 2002 | FIPRESCI-Preis - Special Mention              | Ein Taxi für drei        | Gewonnen  |
| Miami Film Festival                                           | 2002 | Best Feature                                  | Ein Taxi für drei        | Gewonnen  |
| Festival Internacional de Cine de San Sebastián               | 2001 | Goldene Muschel                               | Ein Taxi für drei        | Gewonnen  |
| Festival de Cine de Lima                                      | 2002 | Best Screenplay                               | Orlando Lübbert          | Gewonnen  |
| MTV Movie Awards, Latin America                               | 2001 | MTV Movie Award - MTV Central - Favorite Film | Ein Taxi für drei        | Gewonnen  |
| Altazor                                                       | 2002 | Best Actor in a Motion Picture                | Alejandro Trejo          | Gewonnen  |
| Altazor                                                       | 2002 | Best Actor in a Motion Picture                | Daniel Muñoz             | Nominiert |
| Altazor                                                       | 2002 | Best Actor in a Motion Picture                | Fernando Gómez Rovira    | Nominiert |
| Altazor                                                       | 2002 | Best Director of a Motion Picture             | Orlando Lübbert          | Nominiert |